# Комплаєнс
Комплаєнс (англ. compliance) — відповідність будь-яким внутрішнім або зовнішнім вимогам чи нормам.

Відповідність законам, правилам і стандартам у сфері комплаєнса зазвичай стосується таких питань, як дотримання належних стандартів поведінки на ринку, управління конфліктами інтересів, справедливе ставлення до клієнтів і забезпечення сумлінного підходу до їхнього консультування. До сфери комплаєнса належать також специфічні галузі, такі як:
- протидія легалізації доходів, отриманих злочинним шляхом, і фінансуванню тероризму;
- розробка документів і процедур, що забезпечують відповідність діяльності компанії чинному законодавству
- захист інформаційних потоків, протидія шахрайству і корупції, встановлення етичних норм поведінки співробітників тощо.

## Інші значення
У фізіології комплаєнс — це здатність порожнистого органу (судини) розширюватися та збільшувати об'єм зі збільшенням трансмурального тиску або схильність порожнистого органу чинити опір поверненню до своїх початкових розмірів при застосуванні сили розтягування або стиснення. Детально див. статтю Піддатливість (фізіологія).
В медицині термін комплаєнс також вживається у значенні «дотримання рекомендацій» (наприклад, patient compliance), що є семантичною помилкою в українській медичній літературі. Для цього контексту правильним є термін «прихильність до лікування».